# Gazi Celebi
Gazi Çelebi o Ghazi Celebi (Ghazi Čelebi) fou un emir o beg turc d'Anatòlia, senyor de Sinope, vers 1300 a 1330. Era conegut per la seva addició a l'haixix.
Vers el 1300 va suceir al seu pare Muhazzebeddin Mesud a Sinope. Es va aliar a Trebisonda i va fer atacs de pirates contra naus genoveses. Ocasionalment va trencar amb Trebisonda i va atacar les naus gregues (1319 i 1324). Va tenir considerable audàcia i va atacar la colònia genovesa de Caffa a Crimea més d'una vegada en una data entre 1311 i 1314 amb suport d'Aleix II Comnè. Tot el que es coneix de Gazi són les seves actuacions a la mar. El 1324 una flota genovesa que atacava Sinope fou destruïda per l'habilitat de Gazi per nadar sota l'aigua i fer forats als vaixells enemics.
La seva personalitat és discutida: Ali a la Kunh al-akhbar citada per Ruhi, el fa fill del sultà seljúcida Ghiyath al-Din Masud II de Konya i a la mort del sultà Ala al-Din Kaykubad III hauria rebut de l'Il-khan Ghazan (1295-1304) la concessió del govern de les cotes del nord de l'Àsia Menor; Ibn Battuta el fa descendent de Muin al-Din Sulayman anomenat Parvaneh, els fills del qual, Muhammad i Masud haurien conservat Sinope, el domini patern, fins vers el 1301, i Gazi seria el fill de Masud i aquest seria el Mesud Bey capturat pels genovesos el 1298-1299.
La data de la seva mort és dubtosa. La tomba, on diu que era fill de Mesud Bey, diu que va morir el 1322 i els fets atribuïts a ell el 1324 no serien possibles. Però altres fonts el fan viure més temps. Ibn Battuta va estar a Sinope vers el 1332 i estava governada per l'ifandiyàrida de Kastamonu, però és possible que Gazi Çelebi ja hagués acceptat la sobirania de Kastamonu en el seu regnat segons alguns indicis.